# Locomondo
Locomondo est un groupe de sept musiciens basés à Athènes en Grèce. Leur musique peut être classée comme reggae ou ska. C'est le premier groupe grec à avoir fusionné le son de Caraïbes avec des éléments de musique grecque.

## Biographie
Locomondo est la bande de reggae la plus connue en Grèce, aussi bien que le seul groupe grec qui a enregistré en Jamaïque
Leur premier album Enas Trelos Kosmos ("Un monde fou") sort en mars 2004.

La musique de Locomondo reste imprégnée de tradition grecque.

En 2005 à l'invitation de Vin Gordon, tromboniste des Skatalites, ils voyagent en Jamaïque pour enregistrer leur deuxième album. Parmi les autres musiciens jamaïcains qui participent à l'enregistrement de l’album, on compte Deadly Headly Bennett, ancien des Skatalites et de Studio One. Cette collaboration a pour résultat le CD « 12 Meres stin Jamaica » (12 jours en Jamaïque) sorti en juillet 2005. Les titres, chantés en grec et en anglais, sont fortement influencés par le son, l' “énergie “ et le "feeling" de la Jamaïque. L'album a contenu deux chansons qui ont fait un grand succès en Grèce, mais a également attiré l'attention au-delà des frontières grecques.

La première chanson était une reprise de la célèbre chanson rembetiko Frangosyriani, composée en 1935 par le légendaire Markos Vamvakaris. Prenant en considération de cet intéressant mélange musical, le directeur, le scénariste et le producteur allemand, d’origine turque Fatih Akin a inclus la chanson Frangosyriani dans son film  Soul kitchen qui a gagné le Prix Special du Jury  au Festival du Film de Venise en 2009 et utilisé comme bande sonore à l’accueil du film au “tapis rouge“.
Le deuxième succès de cet album était "Den kani kryo stin Ellada" (Il ne fait pas froid en Grèce), un hymne à la solidarité et optimisme. La chanson est devenue un slogan en Grèce et a reçu des millions de coups sur You tube.
Ils ont sorti 6 albums, incluant Locomondo Live !, un album tourné d'or en décembre 2011. Deux de leurs clips vidéo ont reçu le prix de la “Meilleure clip vidéo de musique alternative “ de la chaine grecque Mad-TV  (en 2007 et 2010).

La musique de Locomondo reste imprégnée de tradition grecque. Le 14 mai 2007, ils sortent leur troisième album Me Wanna Dance. En été 2007, la chanson « Πίνω μπάφους και παίζω προ (Pino bafous kai pezo pro) ("Je fume des joints et je joue à Pro") est un autre tube.
En 2007 la bande a collaboré avec la directrice greco américaine Christine Crokos  en composant la bande originale du film  "Gamilio Party" (Fête de Mariage). Le film a vendu 250 000 tickets et la chanson est devenue une des plus populaires.
D'autres collaborations importantes c’est celle avec la chanteuse espagnole Amparo Sanchez (Amparanoia) à Barcelone et Bo élégant (Ska Cubano) à Athènes. 

En 2010 Locomondo ont enregistré "Goal" (“But”), une chanson romantique au sujet du football, qui s'est avéré être une bande sonore officieuse pour l'équipe nationale grecque du football qualifiant pour la deuxième fois dedans son histoire dans la phase finale de la Coupe Mondiale.

La chanson se réfère au joueur national grec Dimitris Salpingidis qui a marqué le but de qualification contre l'Ukraine. Bien que l'équipe grecque éliminée dans le premier rond en Afrique du Sud, la bande l'ait considérée comme grève de la chance comme Salpingidis marquée contre le Nigéria dans le 22e match, devenant le premier joueur à marquer jamais pour la Grèce dans une phase de finale de la Coupe Mondiale.

### Moments importants
- Ils ont partagé la scène avec des artistes et des bandes comme Manu Chao, the Wailers, Alpha Blondy, the Skatalites, Chumbawamba, Culture, Mad Professor, Amparanoia, Ojos de Brujo, Aswad et Ska Cubano.
- En 2010 la bande a enregistré une reprise reggae de la chanson populaire allemande "Griechischer Wein"(Vin Grec) du compositeur et chanteur autrichien Udo Jürgens. La production a été faite par Marco Baresi, le batteur de Far East Band qui jouait pour le star de reggae allemand  Gentleman (musicien), inclus aussi au dernier disque de Locomondo "Locomondo- Best of ".
- Les albums "Me wanna dance" et "Gamilio Party", contiennent une grande variété des instruments traditionnels grecs comme buzuki, baglama, violon, Gaida, Tsampouna (cornemuse grecque), Kaval, Santouri, Lyre de Crète et Laud qui a apporté au son caribéen une touche spéciale de la Méditerranée.

## Membres

### Actuels
- Markos Koumaris - Voix/Guitare
- Yiannis Varnavas - Guitare/Voix
- Stamatis Goulas - Clavier/Sampler
- Spyros Mpesdekis - Basse
- Stratos Sountris - Batterie
- Mike Mourtzis - Percussions
- Thanasis "Spogos" Tampakis - Ingénieur son

### Accompagnements musicaux
- Antonis Andreou - Trombone
- Dimitris Gasias - Violon
- Giorgos Makris - Gaida/Kaval
- Natasa Mindrinou - Voix
- Fanis Karoussos - Santouri

## Discographie
- A Mad World (Ένας Τρελός Κόσμος) (2004)
- 12 Days in Jamaica (12 Μέρες Στην Jamaica) (2005)
- Me Wanna Dance (2007)
- The Wedding Party (Το γαμήλιο πάρτυ) (2008)
- Locomondo Live (2009)

## Sources
- Radiochango - Locomondo

## Source
- (en) Cet article est partiellement ou en totalité issu de l’article de Wikipédia en anglais intitulé « Locomondo » (voir la liste des auteurs).